# Saint-Martin-d'Heuille
Pour les articles homonymes, voir Saint-Martin.
Saint-Martin-d'Heuille est une commune française située dans le département de la Nièvre, en région Bourgogne-Franche-Comté.

## Géographie

### Hameaux, écarts et lieux-dits
Outre le bourg, Saint-Martin-d’Heuille regroupe quelques hameaux et habitations isolés : les Barons, le Bas-d’Heuille, les Bertillats, la Besacière, la Chaume-Pourrie, le Crot-Mornay, le Four-à-Chaux, la Grippe, le Gros-Chêne, le Gué-d’Heuillon, le Guidon, Maubuisson, Montbuisson, Montmiens, la Pacarderie et les Quatre-Pavillons.

### Climat
Pour des articles plus généraux, voir Climat de la Bourgogne-Franche-Comté et Climat de la Nièvre.
En 2010, le climat de la commune est de type climat océanique dégradé des plaines du Centre et du Nord, selon une étude du Centre national de la recherche scientifique s'appuyant sur une série de données couvrant la période 1971-2000. En 2020, Météo-France publie une typologie des climats de la France métropolitaine dans laquelle la commune est exposée à un climat océanique altéré et est dans la région climatique  Centre et contreforts nord du Massif Central, caractérisée par un air sec en été et un bon ensoleillement. 
Pour la période 1971-2000, la température annuelle moyenne est de 11,1 °C, avec une amplitude thermique annuelle de 15,8 °C. Le cumul annuel moyen de précipitations est de 861 mm, avec 11,7 jours de précipitations en janvier et 8,1 jours en juillet. Pour la période 1991-2020, la température moyenne annuelle observée sur la station météorologique de Météo-France la plus proche, « Guerigny », sur la commune de Guérigny à 4 km à vol d'oiseau, est de 11,7 °C et le cumul annuel moyen de précipitations est de 910,8 mm. 
La température maximale relevée sur cette station est de 42,5 °C, atteinte le 9 août 2003 ; la température minimale est de −14,1 °C, atteinte le 9 février 2012,,. 
Les paramètres climatiques de la commune ont été estimés pour le milieu du siècle (2041-2070) selon différents scénarios d'émission de gaz à effet de serre à partir des nouvelles projections climatiques de référence DRIAS-2020. Ils sont consultables sur un site dédié publié par Météo-France en novembre 2022.

## Urbanisme

### Typologie
Au 1er janvier 2024, Saint-Martin-d'Heuille est catégorisée commune rurale à habitat dispersé, selon la nouvelle grille communale de densité à sept niveaux définie par l'Insee en 2022.
Elle est située hors unité urbaine. Par ailleurs la commune fait partie de l'aire d'attraction de Nevers, dont elle est une commune de la couronne,. Cette aire, qui regroupe 93 communes, est catégorisée dans les aires de 50 000 à moins de 200 000 habitants,.

### Occupation des sols
L'occupation des sols de la commune, telle qu'elle ressort de la base de données européenne d’occupation biophysique des sols Corine Land Cover (CLC), est marquée par l'importance des forêts et milieux semi-naturels (59,7 % en 2018), une proportion identique à celle de 1990 (59,7 %). La répartition détaillée en 2018 est la suivante : forêts (54,9 %), prairies (27,3 %), zones agricoles hétérogènes (7,3 %), milieux à végétation arbustive et/ou herbacée (4,9 %), zones urbanisées (3,1 %), terres arables (2,5 %). L'évolution de l’occupation des sols de la commune et de ses infrastructures peut être observée sur les différentes représentations cartographiques du territoire : la carte de Cassini (XVIIIe siècle), la carte d'état-major (1820-1866) et les cartes ou photos aériennes de l'IGN pour la période actuelle (1950 à aujourd'hui).

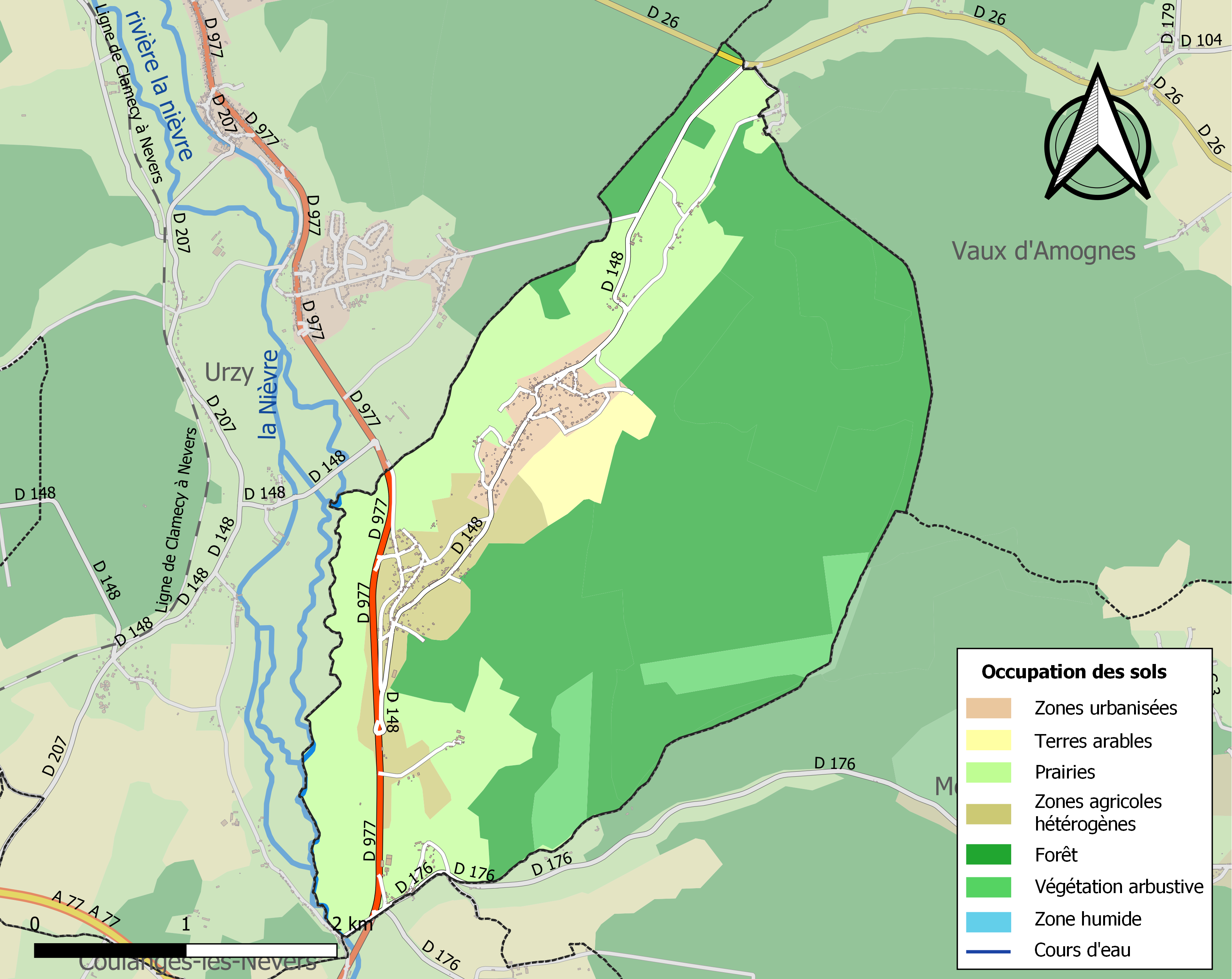
Carte des infrastructures et de l'occupation des sols de la commune en 2018 (CLC).

## Toponymie
La commune doit son nom à son patron, saint Martin, et à la rivière qui la traverse, l'Heuille.

## Histoire
La première mention connue du nom de la commune remonte à 1266 : Sanctus-Martinus de Ullia (archives des Bordes).
En 1667, un dénommé Fiacre Le Sourd est condamné à être pendu pour avoir mis le feu en une maison de la paroisse de Saint-Martin-d’Heuille.
En 1672, Louise d’Ancienville, marquise d’Époisses, comtesse des Bordes, demeurant en son hôtel des Bordes, paroisse d’Urzy, porte plainte contre les habitants du village pour dégâts dans les bois.
En 1906, le nombre d'habitants de Saint-Martin-d’Heuille, qui compte 122 maisons et 119 ménages, s'élève à 364 individus. La commune compte parmi ses habitants un desservant (curé), un instituteur, deux cantonniers, un garde champêtre, un garde particulier et un tireur de cailloux pour routes. Les commerçants se comptent sur les doigts des deux mains : 4 coquetières,1 épicier-aubergiste, 1 boulanger et son mitron, 1 marchand de guenilles. Les artisans sont plus nombreux : 6 couturières, 4 maçons, 3 charrons, 2 maréchaux-ferrants, 2 menuisiers, 2 laveuses de lessives, 1 jardinier, 1 cuisinière, 1 sabotier, 1 cordonnier. L’industrie emploie 14 journaliers industriels, 14 bûcherons, 7 charretiers, 2 ouvriers d’usine, 1 régisseur, 1 commis de bois, 1 surveillant de four à chaux, 1 raccommodeuse de sacs à chaux. Le travail de la terre occupe 12 cultivateurs, 12 journaliers agricoles, 12 domestiques de ferme, 10 fermiers, 9 propriétaires exploitants. On recense également dans la commune 1 rentier et 2 retraités. Au total, on relève à Saint-Martin-d’Heuille 33 professions différentes. Il n’y a, selon le recensement de 1906, ni médecin ni notaire ni sage-femme dans la commune. Enfin, 11 enfants assistés de la Seine et 3 nourrissons sont placés dans des familles du village.

## Politique et administration
| Période                                  | Période  | Identité           | Étiquette | Qualité  |
| ---------------------------------------- | -------- | ------------------ | --------- | -------- |
| mars 2001                                | 2014     | Christian Lobriaut |           | Retraité |
| 2014                                     | En cours | Rémy Pasquet       | SE        | Retraité |
| Les données manquantes sont à compléter. |          |                    |           |          |

## Démographie
L'évolution du nombre d'habitants est connue à travers les recensements de la population effectués dans la commune depuis 1793. Pour les communes de moins de 10 000 habitants, une enquête de recensement portant sur toute la population est réalisée tous les cinq ans, les populations de référence des années intermédiaires étant quant à elles estimées par interpolation ou extrapolation. Pour la commune, le premier recensement exhaustif entrant dans le cadre du nouveau dispositif a été réalisé en 2004.

En 2022, la commune comptait 556 habitants, en évolution de −8,7 % par rapport à 2016 (Nièvre : −3,28 %, France hors Mayotte : +2,11 %).
| 1793 | 1800 | 1806 | 1821 | 1831 | 1836 | 1841 | 1846 | 1851 |
| ---- | ---- | ---- | ---- | ---- | ---- | ---- | ---- | ---- |
| 438  | 322  | 340  | 367  | 472  | 472  | 453  | 494  | 472  |

| 1856 | 1861 | 1866 | 1872 | 1876 | 1881 | 1886 | 1891 | 1896 |
| ---- | ---- | ---- | ---- | ---- | ---- | ---- | ---- | ---- |
| 467  | 451  | 473  | 465  | 529  | 503  | 467  | 437  | 410  |

| 1901 | 1906 | 1911 | 1921 | 1926 | 1931 | 1936 | 1946 | 1954 |
| ---- | ---- | ---- | ---- | ---- | ---- | ---- | ---- | ---- |
| 387  | 368  | 377  | 305  | 343  | 317  | 289  | 296  | 316  |

| 1962 | 1968 | 1975 | 1982 | 1990 | 1999 | 2004 | 2006 | 2009 |
| ---- | ---- | ---- | ---- | ---- | ---- | ---- | ---- | ---- |
| 345  | 334  | 380  | 502  | 515  | 534  | 582  | 579  | 583  |

| 2014 | 2019 | 2022 | - | - | - | - | - | - |
| ---- | ---- | ---- | - | - | - | - | - | - |
| 603  | 570  | 556  | - | - | - | - | - | - |

## Culture locale et patrimoine

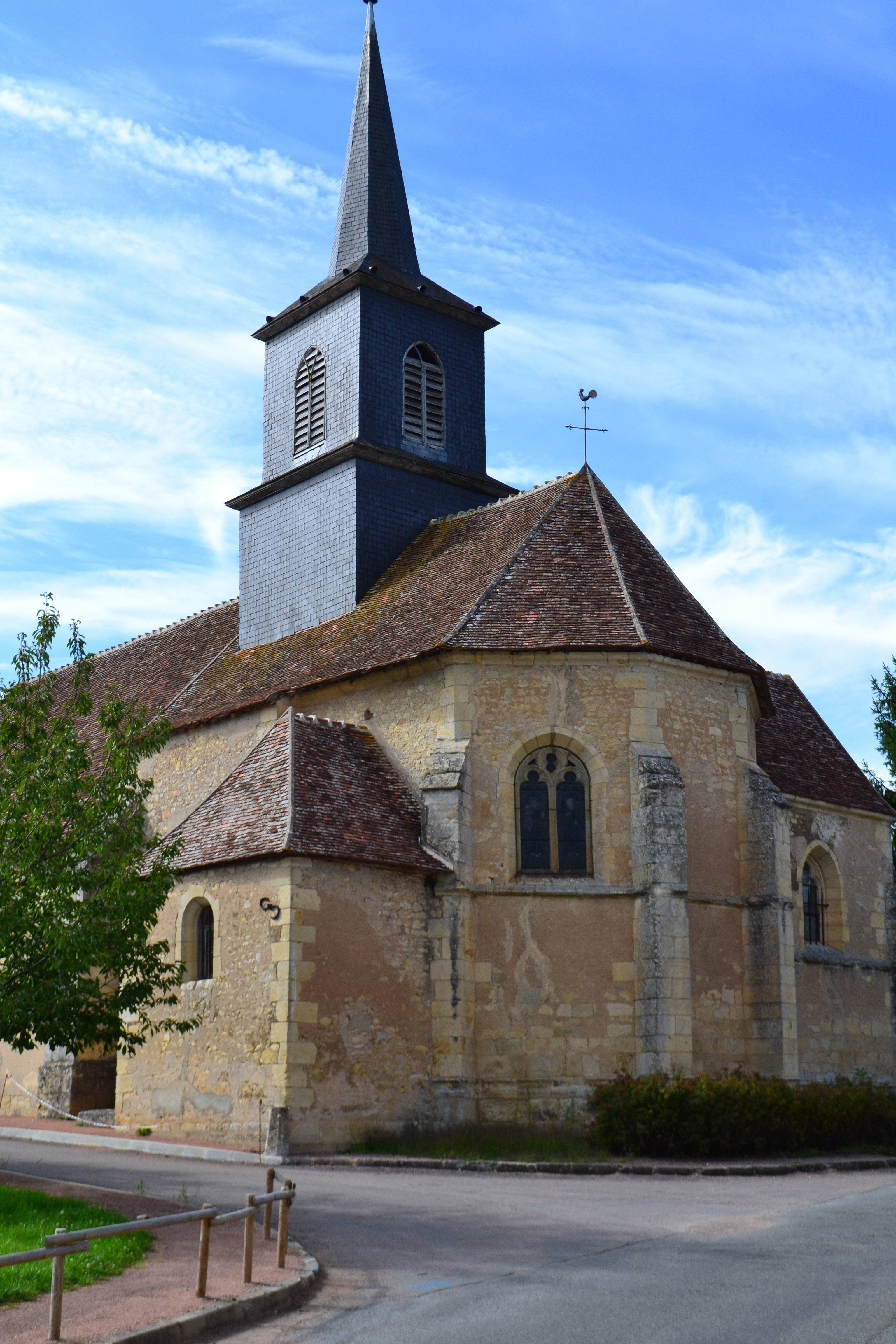
Église.

### Lieux et monuments
- Château des Quatre-Pavillons (premier quart du XVIIIe siècle)
- Pont du Crot-Mornay (vers 1860)
- Église de Saint-Martin-d'Heuille :
  - Pietà

### Personnalités liées à la commune
- Gaston Gauthier, érudit, instituteur dans la commune d'octobre 1892 à octobre 1894[23].